# Marnix Dorrestein
Marnix Dorrestein (Amsterdam, 1 maart 1991) is een Nederlandse componist, producer, gitarist, tekstdichter, arrangeur, zanger en drummer uit Amsterdam. 
Marnix Dorrestein woonde tot zijn achtste jaar in Amsterdam en groeide daarna op in Soest. Reeds op jonge leeftijd begon hij met drummen, waarbij hij geïnsprireerd werd door de vroege muziek van de Beatles. Na zijn overstap naar elektrische gitaar begon hij met het schrijven van liedjes. Met zijn jeugdvriend Jelte Tuinstra (Jett Rebel) bezocht hij het Baarnsch Lyceum en de afdeling popmuziek van het Conservatorium van Amsterdam. 

## Projecten
In 2011 speelde hij in de band Sheriff of Hongkong. Nadat die band was gestopt speelde hij in bands als Let’s Go to Berlin, Aestrid en Metro Mortale.
Dorrestein werkt veel samen met Herman van Veen, waar zijn moeder Edith Leerkes vaste gitarist is. In 2011 speelde hij eigen composities bij de theatervoorstelling Alfred Jodocus Kwak Vader. Sindsdien werkt Marnix als co-producer bij Van Veen en speelt hij gitaar bij Kris Berry & Perquisite, maar ook bij Anne van Veen. 
Van 2013 tot 2017 deed hij solo zijn elektropopproject IX. Daarin speelde hij met synthesizers en drumcomputers en experimenteerde met diverse muzieksoorten, van muziek uit de jaren zestig tot Afrikaanse en psychedelische muziek.
In 2018 heeft hij zich aangesloten bij het Amsterdamse collectief Splendor dat zich richt op klassieke muziek. 

## Televisieoptredens
Televisieoptredens waren er in 2015 met sopraan Charlotte Janssen in het televisieprogramma Vrije Geluiden, in De Wereld Draait Door (2015) en in Podium Witteman met mezzosopraan Nora Fischer.

## Prijzen
In 2004 won hij de compositiewedstrijd voor jonge componisten van het Nederlands Blazers Ensemble, waarna hij in 2005 mocht debuteren bij het Nieuwjaarsconcert in het Koninklijk Concertgebouw. Als drummer en mede-zanger won hij met Sheriff of Hong Kong de bandwedstrijd Clash of the Titans. In 2008 won die band de Grote Prijs van Nederland. In 2012 won hij die prijs nogmaals, nu als gitarist en zanger van Uber-Ich.